# Christine Boskoff
Christine Boskoff, nacida Christine Joyce Feld (Appleton, Wisconsin, 
7 de septiembre de 1967 – Sichuan, 4 de diciembre de 2006, estimado) fue una montañera estadounidense de fama mundial.

## Primeros años
Christine Joyce Feld era la más joven de cuatro hijos (con tres hermanos mayores) de Robin y Joyce Feld. Al graduarse en mayo de 1991 en la Universidad de Wisconsin-Milwaukee, Feld gracias a su título de ciencias en ingeniería eléctrica entró a trabajar para Lockheed Aeronautical Systems en Atlanta, Georgia. Allí era la líder del equipo para un grupo que diseñaba software para un visualizador de control con luz para el avión militar C-130J.

## Carrera alpinista
La primera experiencia de Christine Feld Boskoff del montañismo fue un curso de dos días en montañismo en 1993; en muy poco tiempo estaba escalando picos muy exigentes técnicamente. Su primera gran cumbre fue Tariji en los Andes bolivianos. Tras este ascenso comenzó a organizar expediciones montañeras a África, México, Europa y Norteamérica. Ascendiendo con su esposo Keith Boskoff, en 1997 Christine Boskoff se convirtió en la primera estadounidense que alcanzó la cumbre del Lhotse. Ese mismo año los Boskoff adquirieron la firma de viajes de aventura Mountain Madness del legado de Scott Fischer, un montañero que falleció ascendiendo el monte Everest en 1996. En 1999, Keith Boskoff se suicidó, dejándola viuda. Tras su muerte Christine Boskoff siguió dirigiendo Mountain Madness, aún considerada una de las principales escuelas de montañismo y servicios de guía internacionales en los Estados Unidos. 
Boskoff tuvo la distinción de ser la única mujer estadounidense que alcanzó las cumbres de seis ochomiles; otras tres expediciones a ochomiles tuvieron que volverse antes de alcanzar la cumbre. Consiguió ascender el monte Everest, Shishapangma, Gasherbrum II, Cho Oyu, y Broad Peak. Hizo ascensos invernales del monte Angor y monte Kilimanjaro y subió el Mont Blanc y el Matterhorn. Boskoff principalmente evitó la esponsorización corporativa para sus expediciones, eligiendo ascender sin la presión de los medios y la presión corporaqtiva. En sus últimos años, dirigió sus esfuerzos a picos menos conocidos y más bajos en Asia.
Boskoff vivió en Seattle, Washington y Norwood, Colorado, y sirvió en el Board of Directors para la entidad caritativa de Room to Read.
Se la considera la primera alpinista estadounidense en grandes altitudes. Alcanzó seis de los catorce ochomiles: monte Everest, Lhotse, Cho Oyu, Broad Peak, Shishapangma y Gasherbrum II.

## Desaparición en China
Boskoff y su novio,  Charlie Fowler, comenzaron un nuevo ascenso de la montaña Genie (una montaña de 6.204 m s. n. m. que también es conocida como Pico Genyen) en la provincia de Sichuan, China, en noviembre de 2006. Después de enviar un correo electrónico el 8 de noviembre de 2006, los dos no volvieron a enviar más comunicaciones y no acudieron a un encuentro previamente concertado con su conductor que había sido fijado para el 24 de noviembre. Está documentado que los vieron por última vez en un monasterio varios miles de pies por debajo de la cumbre de Genyen el 12 de noviembre. Oficialmente fueron dados por desaparecidos el 4 de diciembre de 2006, después de que no consiguieran volver a los Estados Unidos como habían planeado.
Se cree que su muerte fue el resultado de una avalancha en la montaña. Los buscaron tanto equipos de rescate chinos como estadounidenses, pero los dos no habían dejado dicho a nadie qué rutas planeaban tomar. 
El 27 de diciembre de 2006, los equipos de rescate encontraron el cuerpo de Charlie Fowler  pero la búsqueda continuó por el cuerpo de Boskoff. El 9 de julio de 2007, la compañía de Boskoff dijo que su cuerpo había sido encontrado la semana anterior, aunque el peligro de la caída de rocas detuvo a los equipos de búsqueda y les impidió recuperar su cuerpo . El cuerpo de Boskoff no fue bajado del pico 4.300 metros durante alrededor de un mes, hasta que 15 rescatadores pudieran subir por el terreno rocoso para bajarlo. 
Un fondo conmemorativo, Room to Read fue establecido en nombre de Boskoff para beneficiar a las escuelas infantiles en Nepal. Boskoff fue anteriormente miembro de un consejo de la organización .